# 168

168(백육십팔)은 167보다 크고 169보다 작은 자연수다.

## 수학
- 합성수로, 그 약수는 총 16개다. (1, 2, 3, 4, 6, 7, 8, 12, 14, 21, 24, 28, 42, 56, 84, 168)
  - 168의 진약수의 합은 312이므로, 168은 과잉수다.
- {\displaystyle 168=37+41+43+47}
  - 연속하는 네 소수(素數)의 합으로 나타낼 수 있으며, 이 성질을 지닌 앞의 수는 152, 다음 수는 184다.
- {\displaystyle 168=8\times 21=12\times 14}
  - 연속하는 두 팔각수인 8과 21의 곱으로 나타낼 수 있으며 이 성질을 지닌 앞의 수는 8, 다음 수는 840이다.
  - 연속하는 두 짝수인 12와 14의 곱으로 나타낼 수 있으며, 이 성질을 지닌 앞의 수는 120, 다음 수는 224다.
- {\displaystyle 168=2^{2}+8^{2}+10^{2}}
  - 서로 다른 세 자연수의 제곱합으로 나타낼 수 있는 수다.
- {\displaystyle 168=13^{2}-1}

## 과학
- NGC 168: 고래자리 방향에 있는 렌즈형은하.

## 교통
- 국도 제168호선
  - 일본 168번 국도: 와카야마현 신구시에서 오사카부 히라카타시까지 이어지는 일본의 국도.
- 기타 도로
  - 현도 제168호선

## 군사
- U-168(영어판): 제2차 세계 대전에 사용된 나치 독일의 군용 잠수함.

## 문화유산
- 대한민국의 국보 제168호: 백자 동화매국문 병 (해제)[a][1]
- 대한민국의 보물 제168호: 경주 천군동 동·서 삼층석탑
- 대한민국의 사적 제168호: 원주 거돈사지

## 방송
- 지니 TV의 TV조선3 채널 번호.
- B tv의 딜사이트경제TV 채널 번호.
- U+ TV의 팍스경제TV 채널 번호.
- B tv 케이블의 투니버스 채널 번호.

## 기타
- 연도: 168년, 기원전 168년

### 내용주
1. ↑  1974년 7월 9일에 국보로 지정되었으나, 이후 원나라 작품으로 판명되어 2020년 5월 30일부로 국보에서 해제되었다.

### 참조주
1. ↑  “국적·가치 재평가 도자기, 46년만에 국보 박탈”. 《연합뉴스》. 2020년 4월 29일.